# Brčići (Poreč)
Pour les articles homonymes, voir Brčići.
Brčići (en italien : Barcici) est une localité de Croatie située en Istrie, dans la municipalité de Poreč, dans le comitat d'Istrie. En 2001, la localité comptait 165 habitants.

## Démographie
| 1948 | 1953 | 1961 | 1971 | 1981 | 1991 | 2001 |
| ---- | ---- | ---- | ---- | ---- | ---- | ---- |
| 112  | 109  | 87   | 76   | 91   | 111  | 165  |